# 木内征司
木内 征司（きうち せいじ）は、日本の地方公務員。東京都財務局長、東京都地下鉄建設代表取締役社長、東京都住宅供給公社理事長、総務省地方財政審議会委員などを務めた。

## 人物・経歴
埼玉大学文理学部卒業。1967年東京都庁入庁。予算編成や、財政運営を担当し、全国自治宝くじ事務協議会事務局長、東京都都市計画局次長を経て、1999年東京都財務局長。
2001年東京都都市計画局長。2002年全国市街地再開発協会理事。
東京都地下鉄建設代表取締役社長を経て、2006年に東京都住宅供給公社理事長に就任。また、同年から総務省地方財政審議会委員も務めた。2012年委員を退任。後任は熊野順祥。2014年瑞宝小綬章受章。

## 著作
- 『体系都財政用語事典』（監修, 都財政問題研究会編）都政新報社 2001年